# Casimir Varon
Casimir Varon (aussi écrit Varron) est un hommes de lettres français né en 1761 et mort à Mons en 1796.

## Biographie
Il s'est occupé autant de beaux-arts que de littérature.
La Commission du Muséum des Arts, actuel musée du Louvre, est remplacée par le premier Conservatoire le 27 nivôse de l'an II  qui reste en place jusqu'au 15 thermidor de l'an II (2 août 1794). Il est composé par les peintres Jean-Honoré Fragonard, Jean Bonvoisin, Pierre-Étienne Le Sueur, Jean-Michel Picault et Jean-Baptiste Wicar, les sculpteurs Robert-Guillaume Dardel et Antoine-Léonard Dupasquier, les architectes Julien-David Leroy et François-Jacques Delannoy, ainsi que par le « littérateur » Casimir Varon. Ce conservatoire est modifié après la séance de la Convention du 15 thermidor an II qui élimine Le Sueur et Wicar. Un second Conservatoire est nommé le 1er floréal an III (20 avril 1795) auquel il ne participe pas. Il a rédigé le Rapport du Conservatoire du Muséum national des arts au Comité d'instruction publique daté du 7 prairial l'an II. .
Il a rédigé les paroles des hymnes chantés au cours de la fête de la Réunion républicaine du 10 août 1793, an II de la République française, sur la musique de François-Joseph Gossec :
- Hymne à la Liberté, aussi Hymne à la Nation,
- Hymne à la Nature, aussi Hymne à l'Egalité,
- Quel peuple immense

Il est mort à Mons, en 1796, alors qu'il était administrateur du département de Jemmapes.
Il a écrit un Essai sur le paysage historique de la campagne de Rome publié dans la Décade philosophique, ainsi que quelques pièces en vers dans le même journal.
Certains critiques lui ont attribué la rédaction des deux récits de Voyage dans l'intérieur de l'Afrique de François Levaillant publiés à Paris en 1790 et 1795 car ce dernier, étant né au Surinam, ne maîtrisait pas suffisamment la langue française au moment de leur publication.